# 1316 w polityce

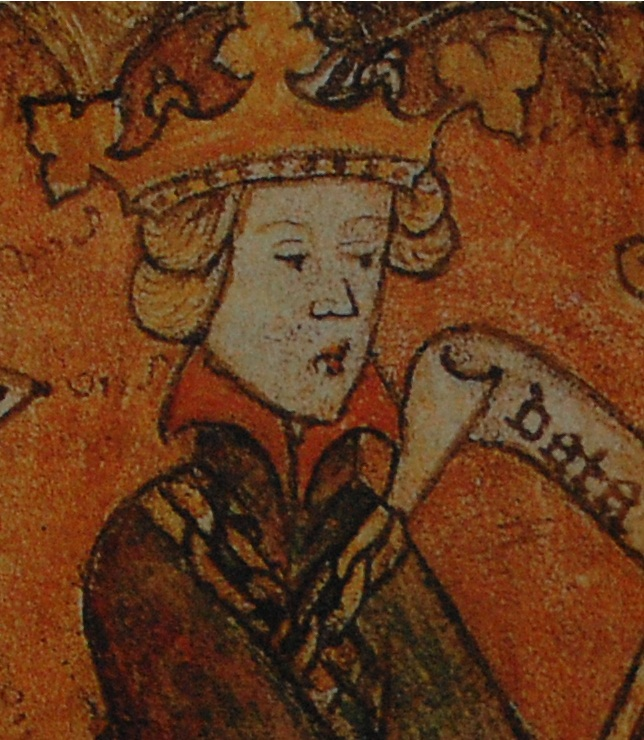
Magnus Eriksson, król Szwecji i Norwegii

Wydarzenia polityczne w 1316 roku.

## Wydarzenia
- Jacques Duèse zostaje papieżem[1].
- Władysław I Łokietek najechał Brandenburgię, w odpowiedzi Brandenburczycy zaatakowali Wielkopolskę[2].
- Filip V został królem Francji (do 1322)[3][4].

## Urodzili się
- Magnus Eriksson, król Szwecji i Norwegii[5].
- 14 maja Karol IV Luksemburski, król czeski i niemiecki, cesarz rzymski[6].
- 15 listopada Jan I Pogrobowiec, syn Ludwika X Kłótliwego (zm. 20 listopada 1316)[7].

## Zmarli
- 5 czerwca Ludwik X Kłótliwy, król Francji (ur. w 1289)[8][9].